# Zeugma (Commagena)
Zeugma (grec antic: Ζεῦγμα, llatí: Zeugma) fou una ciutat de Commagena a la riba dreta de l'Eufrates, actualment a la província de Gaziantep (Turquia). Era al sud-oest de Samòsata, i a uns 55 km al nord de Hieràpolis, i arribà a tenir uns 80.000 habitants. Prengué el nom del zeugma, el pont de barques que creuava l'Eufrates en aquella localitat.
Fou fundada per Seleuc I Nicàtor amb el nom de Selèucia de l'Èufrates i era una estació per travessar el riu en barca, que va acabar essent l'única després que Thapsacus (més al sud) va esdevenir impracticable o perillosa per la presència de saquejadors àrabs nòmades. A l'altre costat de riu tenia la ciutat d'Apamea de l'Eufrates (avui Biredjik). El 64 aC va passar a Roma, que la va rebatejar Zeugma i va formar part de Síria, districte de la Cirrèstica. Va ser la seu de la Legió IV Scythica durant dos segles.
El 256 fou ocupada i destruïda pel rei Shapur I de Pèrsia, i no gaire més tard un terratrèmol la va acabar de destruir. La ciutat mai no es va recuperar. Justinià la va restaurar, però més tard fou abandonada (segle vii). El segle xvii es va fundar la ciutat de Belkis.
El 1987 el Museu de Gaziantep va començar excavacions que van continuar als següents anys amb nombroses troballes. L'any següent va patir el robatori d'un mosaic que mostrava el casament de Dionís i Ariadna en el qual treballava l'equip d'arqueòlegs. El 2011 es va obrir al públic el Museu de Mosaics de Zeugma.

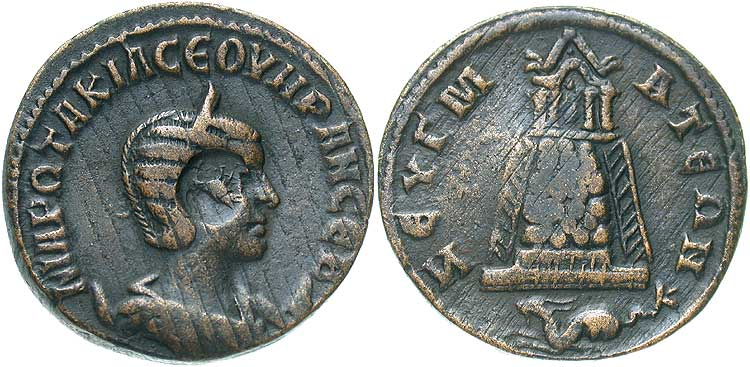
Monedes encunyades per Felip l'Àrab amb el temple de Zeugma al seu revers.

Segons Kutalmis Görkay, de la Universitat d'Ankara i al capdavant de les obres a Zeugma des del 2005, els mosaics eren una part important de l'esperit de la casa, i les seves funcions no eren merament decoratives. Molts dels mosaics trobats han estat reconeguts pel seu exquisit detall i bellesa, com La noia gitana. El 2014 es van desenterrar tres grans mosaics intactes, de 2.200 anys d'antiguitat, fets de vidre acolorit, el primer dels quals representa les nou muses; segons els experts, servien de paviment d'un edifici que van anomenar la Casa de les Muses.